# Ewerthon Henrique de Souza
Ewerthon Henrique de Souza és un futbolista nascut el 10 de juny de 1981 a la ciutat de Sao Paulo, al Brasil. Actualment juga al Clube Atlético Sorocaba, al Campionat paulista, en la posició de davanter, però al llarg de la seva carrera ha jugat també a Alemanya, Espanya, Rússia i Qatar. Va jugar 8 partits amb l'Espanyol de Barcelona.

## Història
Ewerthon va començar la seva carrera futbolística en el Corinthians brasiler l'any 1999. Va estar en aquell club dues temporades, fins que el va fitxar el Borussia Dortmund d'Alemanya.
Des de 2001 fins a 2005 ha estat inflant-se a marcar gols en la 1. Bundesliga, arribant a guanyar una lliga el 2002 i essent finalista de la Copa de la UEFA en la mateixa temporada.
La temporada 2005 - 2006, fitxa pel Real Zaragoza, on forma un duet letal en atac juntament amb Diego Milito. Amb el club aragonès va aconseguir el 2006 quedar finalista de la Copa del Rei, que van perdre a la final davant l'Espanyol per 4 - 1.
El juliol de 2007 Ewerthon arriba al VfB Stuttgart cedit per un any. No obstant això, el gener de 2008 el préstec finalitza de manera prematura i el jugador arriba al Reial Club Deportiu Espanyol de nou cedit fins a final de temporada.

## Palmarès
| Títol                           | Club              | País     | Any       |
| ------------------------------- | ----------------- | -------- | --------- |
| Campió de 1. Bundesliga         | Borussia Dortmund | Alemanya | 2002      |
| Subcampió de la Copa de la UEFA | Borussia Dortmund | Alemanya | 2002      |
| Subcampió de la Copa del Rei    | Real Zaragoza     | Espanya  | 2005-2006 |